# ستيفن ونايت
ستيفن ونايت (بالإنجليزية: Stephen Knight) هو كاتب بريطاني، ولد في 26 سبتمبر 1951 في Hainault, London ‏ في المملكة المتحدة، وتوفي في 25 يوليو 1985 في Carradale ‏ في المملكة المتحدة.